# José Ignacio Gutiérrez (ciclista)
José Ignacio Gutiérrez Cataluña, nacido el 1 de diciembre de 1977 en Valencia, fue un ciclista español que fue profesional de 2000 a 2007. Es hermano de los  también ciclistas profesionales  José Enrique Gutiérrez y de David Gutiérrez.

## Palmarés
2004 (como amateur)
- 1 etapa de la Vuelta a Extremadura
- 1 etapa del Circuito Montañés

## Resultados en Grandes Vueltas y Campeonato del Mundo
Durante su carrera deportiva ha conseguido los siguientes puestos en las Grandes Vueltas y en los Campeonatos del Mundo en carretera:
| Carrera         | 2000 | 2001 | 2002 | 2003 | 2004 | 2005  | 2006 | 2007 |
| --------------- | ---- | ---- | ---- | ---- | ---- | ----- | ---- | ---- |
| Giro de Italia  | -    | -    | -    | 39.º | -    | 133.º | -    | -    |
| Tour de Francia | -    | -    | -    | Ab.  | -    | -     | -    | -    |
| Vuelta a España | -    | -    | -    | -    | -    | 77.º  | -    | -    |
| Mundial en Ruta | -    | -    | -    | -    | -    | -     | -    | -    |

-: no participa

Ab.: abandono

## Equipos
- L.A. Aluminios-Pecol (2000-2001)
- Kelme-Costa Blanca (2002-2003)
- Phonak Hearing Systems (2005-2006)
- LPR (2007)